# Gunnel Lindgren
Astrid Gunnel Elisabet Lindgren, född 28 juni 1921 i Stockholm, död 6 november 2010 i Silverthorne, Colorado, var en svensk skådespelare och premiärdansös. Hon var från 1947 gift med kapellmästaren och dirigenten Sixten Ehrling.
Makarna Ehrling är gravsatta på Östra kyrkogården i Malmö.

## Filmografi
- 1931 – Hotell Paradisets hemlighet
- 1932 – En stulen vals
- 1944 – Nyordning på Sjögårda
- 1945 – Trötte Teodor
- 1945 – Oss tjuvar emellan eller En burk ananas
- 1963 – Atis och Camilla